# جيري والاس
جيري والاس (بالإنجليزية: Jerry Wallace)‏ هو كاتب أغاني وموسيقي ومغني أمريكي، ولد في 15 ديسمبر 1928 في غويلفورد في الولايات المتحدة، وتوفي في 5 مايو 2008 في كورونا في الولايات المتحدة بسبب قصور القلب.

## وصلات خارجية
- جيري والاس على موقع IMDb (الإنجليزية)
- جيري والاس على موقع ميوزك برينز (الإنجليزية)
- جيري والاس على موقع ديسكوغز (الإنجليزية)
- جيري والاس على موقع قاعدة بيانات الفيلم (الإنجليزية)